# لورالائی
لورالائی (به انگلیسی: Loralai) یک شهر در پاکستان است که در ایالت بلوچستان واقع شده‌است. لورالائی ۱٬۴۱۱ متر بالاتر از سطح دریا واقع شده‌است.